# Élections législatives islandaises de 2007
Les élections législatives islandaises de 2007 (en islandais : Alþingiskosningar 2007) se tiennent le 12 mai dans le but de renouveler les 63 sièges de l'Althing, le parlement islandais. Six partis y présentent des listes.
Le Parti de l'indépendance arrive, tout comme lors des précédentes élections, en tête, tandis que son partenaire dans la coalition gouvernementale, le Parti du progrès, s'effondre et n'obtient que 7 sièges. Les deux partis mettent fin à leur coalition et le Parti de l'indépendance forme une grande coalition avec l'Alliance social-démocrate, qui conserve sa deuxième place mais en légère baisse.

## Mode de scrutin

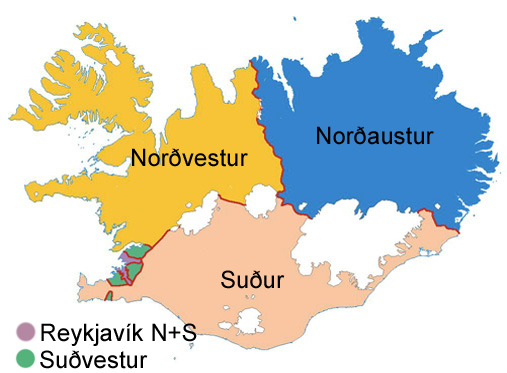
Les six circonscriptions électorales islandaises.

Les modalités du scrutin sont définies par la Constitution de la république d'Islande de 1944 et la loi électorale du 16 mai 2000.
Les 63 membres de l'Althing sont élus au scrutin proportionnel plurinominal avec listes bloquées. 54 sièges sont pourvus en fonction des résultats de chaque circonscription, répartis selon la règle d'Hondt. Les 9 sièges complémentaires sont attribués aux partis ayant dépassé le seuil d'au moins 5 % des voix selon leur pourcentage de voix au niveau national.
L'Islande est divisée en 6 circonscriptions électorales dont les limites sont définies par la loi : Norðausturkjördæmi (Nord-est), Norðvesturkjördæmi (Nord-ouest), Reykjavíkurkjördæmi norður (Reykjavik nord), Reykjavíkurkjördæmi suður (Reykjavik sud), Suðurkjördæmi (Sud) et Suðvesturkjördæmi (Sud-ouest).

## Candidats
Six partis présentent des listes lors de cette élection :
- Parti du progrès, dirigé par Jón Sigurðsson : liste B (12 sièges avant l'élection, membre de la coalition gouvernementale)
- Parti de l'indépendance, dirigé par Geir Haarde : liste D (22 sièges avant l'élection, membre de la coalition gouvernementale)
- Parti libéral, dirigé par Guðjón Arnar Kristjánsson : liste F (4 sièges avant l'élection)
- Mouvement islandais - Terre vivante, dirigé par Ómar Ragnarsson : liste I (nouveau parti)
- Alliance, dirigée par Ingibjörg Sólrún Gísladóttir : liste S (20 sièges avant l'élection)
- Mouvement des verts et de gauche, dirigé par Steingrímur J. Sigfússon : liste V (5 sièges avant l'élection)

## Sondages

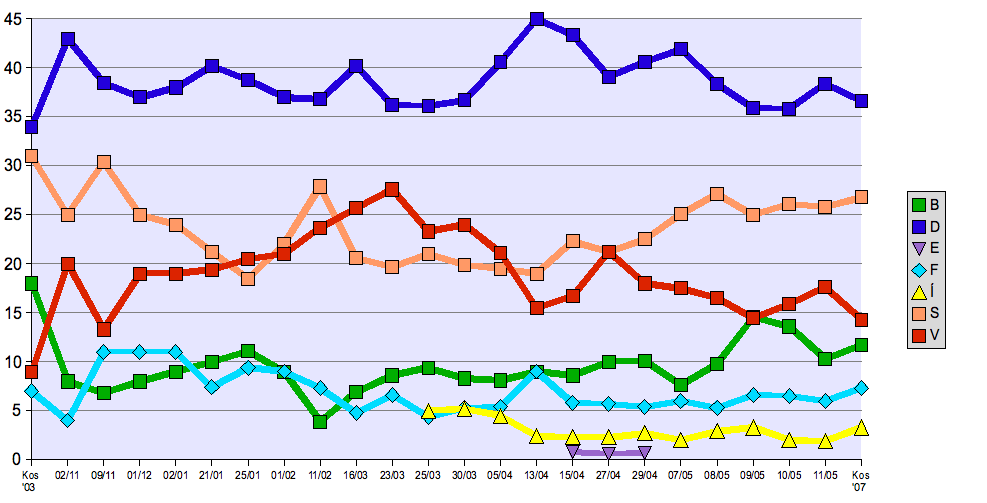
Résumé des sondages depuis les précédentes élections législatives

## Résultats
La coalition gouvernementale formée du Parti de l'indépendance et du Parti du progrès n'obtient qu'une très faible majorité de 32 députés (contre 31 pour l'opposition), en raison de l'effondrement du Parti du progrès qui enregistre les plus mauvais résultats de son histoire. Le Mouvement des verts et de gauche quant à lui enregistre une forte poussée en gagnant 4 sièges de plus qu'aux précédentes élections. Le nouveau parti Mouvement islandais - Terre vivante ne parvient pas à entrer au Parlement.

### Résultats nationaux
|                        |                                         |         |       |      |        |               |  |  |  |
| Partis                 | Partis                                  | Voix    | %     | +/−  | Sièges | +/−           |  |  |  |
|                        | Parti de l'indépendance (D)             | 66 754  | 36,64 | 2,96 | 25     | 3             |  |  |  |
|                        | L'Alliance (S)                          | 48 743  | 26,76 | 4,19 | 18     | 2             |  |  |  |
|                        | Mouvement des verts et de gauche (V)    | 26 136  | 14,35 | 5,55 | 9      | 4             |  |  |  |
|                        | Parti du progrès (B)                    | 21 350  | 11,72 | 6,01 | 7      | 5             |  |  |  |
|                        | Parti libéral (F)                       | 13 233  | 7,26  | 0,12 | 4      | en stagnation |  |  |  |
|                        | Mouvement islandais - Terre vivante (I) | 5 953   | 3,27  | Nv.  | 0      | en stagnation |  |  |  |
|                        |                                         |         |       |      |        |               |  |  |  |
| Votes valides          | Votes valides                           | 182 169 | 98,43 |      |        |               |  |  |  |
| Votes blancs et nuls   | Votes blancs et nuls                    | 2 902   | 1,57  |      |        |               |  |  |  |
| Total                  | Total                                   | 185 071 | 100   | –    | 63     | en stagnation |  |  |  |
| Abstentions            | Abstentions                             | 36 259  | 16,38 |      |        |               |  |  |  |
| Inscrits/Participation | Inscrits/Participation                  | 221 330 | 83,62 |      |        |               |  |  |  |

## Nouveau gouvernement
Après cinq jours de spéculation, les deux partis gouvernementaux annoncent le 17 mai qu'ils mettent fin à une coalition qui durait depuis douze ans. Le même jour, le Parti de l'Indépendance et l'Alliance annoncent vouloir essayer de former un gouvernement. Le 18 mai, le président islandais Ólafur Ragnar Grímsson nomme Geir Haarde, Premier ministre sortant, responsable de former une nouvelle coalition.
Après plusieurs jours de discussions et des réunions tenues tant à Reykjavik qu'à Þingvellir, les deux partis parviennent à un accord le 22 mai. Le gouvernement entre en fonction deux jours plus tard.
Le gouvernement dispose d'une vaste majorité à Althing, 43 des 63 députés étant issus des partis au pouvoir. Le manifeste du gouvernement établit qu'il se concentrera sur les enfants, les aînés et l'environnement. Le gouvernement souhaite également des taxes moins élevées et investir massivement dans l'éducation et les transports.
L'Alliance est plus environnementaliste et pro-européenne que le Parti de l'indépendance et s'était prononcé contre la guerre en Irak en 2003 et la participation islandaise. Néanmoins, aucune action n'est annoncée pour arrêter ou reconsidérer la construction de grands complexes industriels, que ce soit des fonderies d'aluminium ou des centrales électriques, et notamment hydroélectriques, ou la participation islandaise à la guerre. Toutefois, une commission visant à peser le pour et le contre d'une adhésion à l'Union européenne est mise en place, mais sans mandat clair.